# Joel Qwiberg
Joel Qwiberg (Bogota, 9 oktober 1992) is een Zweeds voormalig voetballer die als verdediger of middenvelder speelde.
Sinds 2012 speelde hij voor Vaselunds IF. Hij kwam samen met Kevin Kabran over van het Zweedse Vasalunds IF, waar FC Den Bosch een samenwerkingsverband mee heeft. Qwiberg maakte zijn debuut op 3 oktober 2014 in een competitiewedstrijd tegen De Graafschap (1-2 verlies). In de 26e minuut verving hij de geblesseerde Anthony Lurling. Op 17 oktober nam de club echter alweer afscheid van hem. Qwiberg kon niet aarden in Nederland en had te maken met blessures. In 2015 keerde hij terug bij Vaselunds en vanaf begin 2016 komt hij uit voor IF Brommapojkarna. In 2016 won hij met zijn club de Division 1 Norra en in 2017 de Superettan. In 2018 speelt hij in de MLS voor San Jose Earthquakes. In mei 2018 werd hij verhuurd aan Reno 1868 dat uitkomt in de USL. In maart 2019 liet Qwiberg zijn contract ontbinden en per april sloot hij aan bij Örgryte IS dat uitkomt in de Superettan. In het voorjaar van 2020 beëindigde hij zijn loopbaan en werd spelersbegeleider.